# Joseph van den Leene

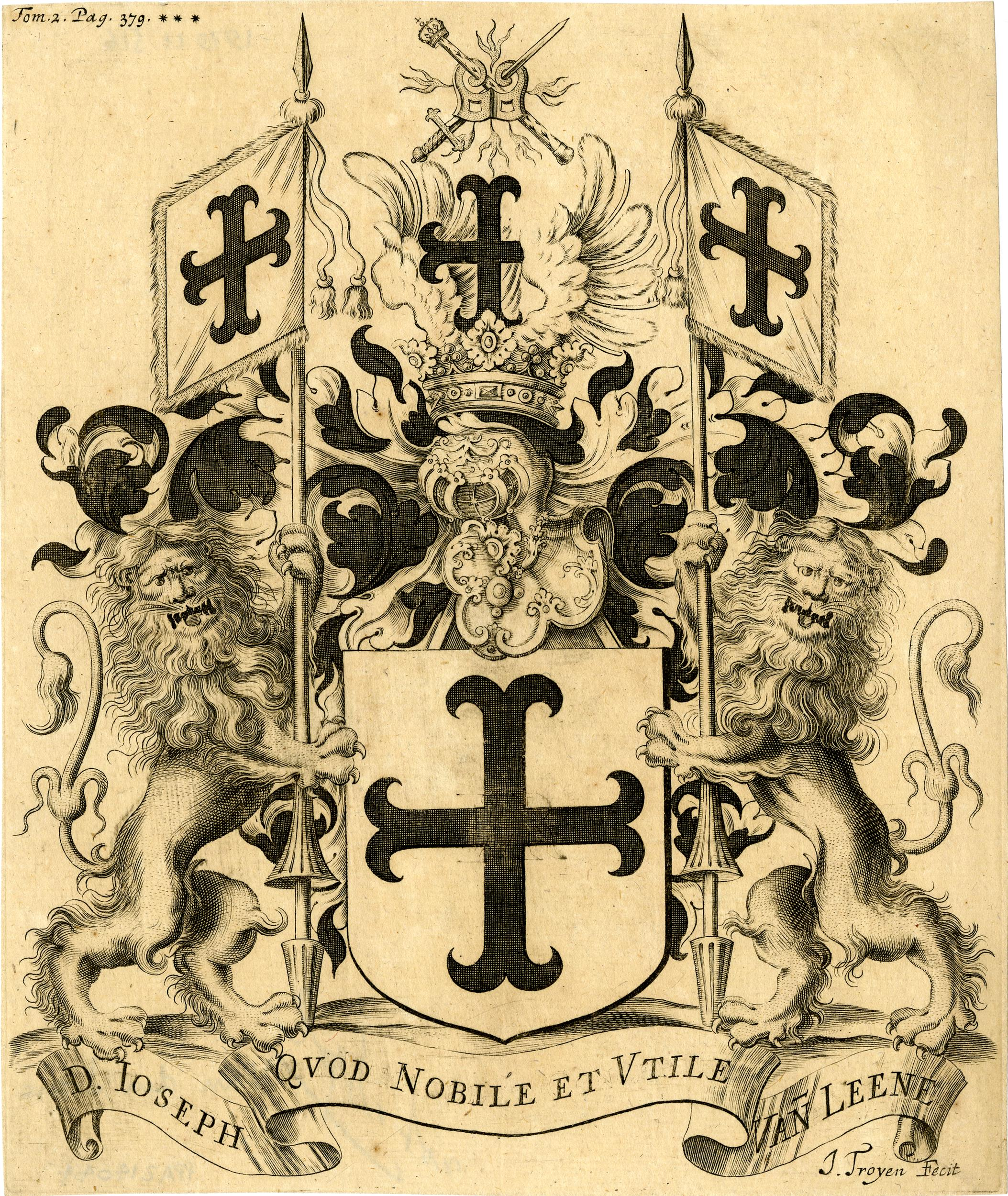
Armoiries de Joseph van den Leene ou de son père, gravure de Jan van Troyen. (c. 1625-1666, British Museum).

Joseph van den Leene, écuyer, seigneur de Lodinsart, Castillon et Huyseghem, né le 12 août 1654 à Anvers et décédé le 16 février 1742, est conseiller du roi et premier roi d'armes des Pays-Bas et du duché de Bourgogne, dit Toison d'Or,.  

## Biographie
Joseph van den Leene portait, en tant que premier roi d'armes, le nom d'office de « Toison d'Or ». Il avait la prééminence sur les autres officiers d'armes.
Il portait une cotte aux armes pleines d'Espagne posées en cœur de l'aigle bicéphale impérial. 
Il fut admis au lignage Serhuyghs le 27 juin 1678.
Il fit son testament à Bruxelles le 31 mars 1730 par devant le notaire G. Mars, demandant à être enterré à Sainte-Gudule, mais ce fut toutefois en l'église Saint-Géry, sa paroisse, qu'il reçut sépulture.
Il légua à son gendre André-François Jaerens tous les manuscrits, registres et documents concernant ses fonctions héraldiques.
Joseph van den Leene, du chef de sa charge, était logé à la Cour au palais du Coudenberg, où reposaient toutes ses archives. Mais l'incendie du palais le 4 février 1730 allait toutes les détruire ainsi qu'une partie de celles qu'il avait déjà donné à son gendre.

## Famille
Il est le fils de messire Joseph van den Leene (Bruxelles, 1630-Séville, 1680), également premier roy d'armes ès Pays de Par-deçà et de Bourgogne du 3 avril 1660 au 5 juillet 1672, admis le 13 juin 1655 au lignage Serhuyghs, et de Maria van der Soppen (Anvers, 1615 - 1694), fille de David van der Soppen, receveur des rentes de la ville d'Anvers et de Maria van Dam et veuve d'Ignace Lindemans, licencié ès lois.
Il est l'époux de Catherine Françoise Martine van der Horicke. Ils sont les parents de Joseph-Marie-Jean van den Leene, admis le 13 juin 1723 au lignage Serhuyghs.

## Publications
On attribue généralement à Joseph van den Leene les ouvrages anonymes suivants :
- Anonyme (Joseph Vanden Leene, roi d'armes ès Pays de pardeçà et de Bourgogne, dit Toison d'Or), Le théâtre de la Noblesse du Brabant, Liège : chez Jean-François Broncaert, 1705 (Donne une généalogie Pipenpoy à partir de Jean Pipenpoy et Gertrude Bosch. Cette généalogie sera complétée et modifiée sur pièce dans l'édition suivante de ce livre) Lire en ligne (Voir foliation Google Livres, p. 681, 982, 684, 685, 700).
- Anonyme (Joseph Vanden Leene, roi d'armes ès Pays de pardeçà et de Bourgogne, dit Toison d'Or), Le théâtre de la Noblesse du Brabant, Liège : chez Jean-François Broncaert, 1705. (Réédition revue et corrigée, même année, où la généalogie Pipenpoy est modifiée et complétée sur titre, commençant avec Wautier Pipenpoy, amman de Bruxelles en 1341, époux de Catherine Boete) Lire en ligne (Voir foliation Google Livres, p. 671 à 682).